# Liste der geschützten Landschaftsteile im Bezirk Südoststeiermark
Die Liste der geschützten Landschaftsteile im Bezirk Südoststeiermark enthält die geschützten Landschaftsteile im Bezirk Südoststeiermark.

## Geschützte Landschaftsteile
| Foto |                 | Name                                                | ID       | Standort                                 | Beschreibung | Fläche   | Datum      |
| ---- | --------------- | --------------------------------------------------- | -------- | ---------------------------------------- | --- | -------- | ---------- |
| 1    | Datei hochladen | Gebiet um das Schloß Kirchberg an der Raab          | GLT_0056 | Kirchberg an der Raab Standort           | | 4,71 ha  | 02.03.1988 |
| 1    | Datei hochladen | Stadtpark in Feldbach                               | GLT_0057 | Feldbach Standort                        | | 1,77 ha  | 03.08.2011 |
| 1    | Datei hochladen | Seniorenpark in der KG. Feldbach und KG. Weißenbach | GLT_0058 | Feldbach Standort                        | | 2,13 ha  | 03.08.2011 |
| 1    | Datei hochladen | Sparkassenpark Feldbach                             | GLT_0060 | Feldbach Standort                        | | 0,6 ha   | 19.09.1984 |
| 1    | Datei hochladen | 5 Eichen                                            | GLT_0283 | Mureck Standort                          | | 0,52 ha  | 09.08.1985 |
| 1    | Datei hochladen | Lindenallee                                         | GLT_0284 | Mureck Standort                          | | 0,13 ha  | 22.10.1985 |
| 1    | Datei hochladen | 10 Eichen                                           | GLT_0285 | Mureck Standort                          | Ein Waldstück mit mehreren Eichen, wobei die Dickste einen Umfang von 4,40 m aufweist (2015, in Brusthöhe gemessen) | 0,72 ha  | 19.11.1985 |
| 1    | Datei hochladen | Wehranlage in der KG Dedenitz                       | GLT_0290 | Bad Radkersburg Standort                 | | 0,34 ha  | 04.12.1986 |
| 1    | Datei hochladen | Wehranlage in der KG Laafeld                        | GLT_0291 | Bad Radkersburg Standort                 | | 0,19 ha  | 04.12.1986 |
| 1    | Datei hochladen | Parkanlage um das Schloß Brunnsee                   | GLT_0292 | Mureck Standort                          | | 19,53 ha | 04.12.1986 |
| 1    | Datei hochladen | Hügelstaudach                                       | GLT_0293 | Deutsch Goritz Standort                  | | 1,24 ha  | 05.01.1990 |
| 1    | Datei hochladen | Feuchtbiotop in der KG Seibersdorf bei St. Veit     | GLT_0294 | Sankt Veit in der Südsteiermark Standort | | 0,7 ha   | 26.03.1992 |
| 1    | Datei hochladen | Sulzwiese                                           | GLT_0522 | Deutsch Goritz Standort                  | | 0,13 ha  | 07.10.1998 |
| 1    | Datei hochladen | ÖKO Fläche Büchel                                   | GLT_1513 | Klöch Standort                           | | 1,61 ha  | 04.10.2006 |